# Santa María (Chile)
Santa María – miasto w Chile, w regionie Valparaíso, w prowincji San Felipe de Aconcagua.